# Guatemala op de Olympische Zomerspelen 1980
Guatemala nam deel aan de Olympische Zomerspelen 1980 in Moskou, Sovjet-Unie. Net als bij de vier eerdere deelnames werd geen medaille gewonnen.

## Resultaten en deelnemers

### Gewichtheffen
| Olympiër    | Discipline | Resultaat | Prestatie                                                        |
| ----------- | ---------- | --------- | ---------------------------------------------------------------- |
| Luis Rosito | -90kg (m)  | 11e       | trekken: 15de met 132,5kg stoten: 10de met 175kg totaal: 307,5kg |

### Paardensport
| Olympiër       | Discipline     | Resultaat      | Prestatie                                                                                  |
| Springconcours | Springconcours | Springconcours | Springconcours                                                                             |
| -------------- | -------------- | -------------- | ------------------------------------------------------------------------------------------ |
| Oswaldo Mendez | individueel    | 4e             | 1ste ronde: 5de met 8 strafpunten 2de ronde: 1ste met 4 strafpunten totaal: 12 strafpunten |

### Roeien
| Olympiër                        | Discipline      | Resultaat | Prestatie                                            |
| ------------------------------- | --------------- | --------- | ---------------------------------------------------- |
| Edgar Nanne Alberik de Suremain | twee-zonder (m) | 15e       | serie 3: 5de in 8.06,53 herkansingen: 5de in 7.34,09 |

### Schietsport
| Olympiër                  | Discipline        | Resultaat | Prestatie                             |
| ------------------------- | ----------------- | --------- | ------------------------------------- |
| Francisco Romero Arribas  | skeet             | 27e       | 189 punten: (23-25-24-24-23-25-21-24) |
| Mario-Oscar Zachrisson    | skeet             | 36e       | 185 punten: (24-23-23-23-24-22-23-23) |
| Francisco Romero Portilla | trap              | 30e       | 172 punten                            |
| Arturo Iglesias           | 50m bewegend doel | 15e       | 561 punten: (282-279)                 |
| Carlos Silva              | 50m bewegend doel | 19e       | 543 punten: (281-262)                 |

### Zeilen
| Olympiër    | Discipline  | Resultaat | Prestatie                           |
| ----------- | ----------- | --------- | ----------------------------------- |
| Juan Maegli | finn klasse | 19e       | 125 punten: (DSQ-15-17-19-10-15-13) |

Afghanistan · Algerije · Andorra · Angola · Australië · België · Benin · Birma · Botswana · Brazilië · Bulgarije · Colombia · Congo-Brazzaville · Costa Rica · Cuba · Cyprus · Denemarken · Dominicaanse Republiek · Duitse Democratische Republiek · Ecuador · Ethiopië · Finland · Frankrijk · Griekenland · Groot-Brittannië · Guatemala · Guinee · Guyana · Hongarije · Ierland · IJsland · India · Irak · Italië · Jamaica · Joegoslavië · Jordanië · Kameroen · Koeweit · Laos · Lesotho · Libanon · Liberia · Libië · Luxemburg · Madagaskar · Mali · Malta · Mexico · Mongolië · Mozambique · Nederland · Nepal · Nicaragua · Nieuw-Zeeland · Nigeria · Noord-Korea · Oeganda · Oostenrijk · Peru · Polen · Portugal · Puerto Rico · Roemenië · San Marino · Senegal · Seychellen · Sierra Leone · Sovjet-Unie · Spanje · Sri Lanka · Syrië · Tanzania · Trinidad en Tobago · Tsjecho-Slowakije · Venezuela · Vietnam · Zambia · Zimbabwe · Zweden · Zwitserland